# 70年代
70年代（ななじゅうねんだい）は、西暦（ユリウス暦）70年から79年までの10年間を指す十年紀。

## できごと
- ディダケーが書かれた。

### 70年
- ローマ帝国がイスラエルのユダヤ教寺院を破壊。

### 78年
- 南アジアでインド太陽暦の使用開始。

### 79年
- ヴェスヴィオ火山が爆発、ガイウス・プリニウス・セクンドゥスが死去。

## 主な人物
- ウェスパシアヌス : ローマ皇帝（69年 - 79年）
- ティトゥス : ローマ皇帝（79年 - 81年）